# Lelspreeuw
De lelspreeuw (Creatophora cinerea) is een vogelsoort uit de familie Sturnidae.

## Verspreiding en leefgebied
Deze soort komt voor op het Arabisch schiereiland, Madagaskar, de Seychellen en andere plekken in het zuidoosten van Afrika.